# Mekka
Mekka IPA: [ˈmɛkə] vagy Makkah IPA: [ˈmækə] (teljes nevén: Makkah al-Mukarramah IPA: Arabul: مكة المكرمة) metropolisz Szaúd-Arábia nyugati részén, a Vörös-tengertől 80 kilométerre. Mekka Mohamed próféta szülőhelye, ezért az iszlám hitűek első számú zarándokhelye. A Korán szerint minden muszlim hívőnek – ha módja van rá – életében legalább egyszer el kell zarándokolnia oda (→ haddzs).

## A város
Mekka Hedzsa arab tartomány fővárosa, az iszlám világ legszentebb helye. 277 m-es tengerszint feletti magasságban helyezkedik el, hegyekkel körülvéve. A körfalakon és egy kis erődön kívül a város védelmére szolgált a völgy keleti részében egy magaslaton épített, vastag falakkal és tornyokkal ellátott citadella is.
A város középpontjában található a Maszdzsid al-Haram, a Szent Mecset. A városban található az iszlám hívők legnagyobb szentsége, a Kába szentélyben található Kába-kő. Közelében látható a külön épülettel körülfogott, sós vizű Zamzam kút. A Kábán és a búcsújárás céljául szolgáló főmecseten kívül a város közelében vannak a vallásos hit által szentnek tartott helyek, mint egyes szentek sírja, az Abu-Kubeisz, Dsebel-al-nur stb. nevű helységek, amelyekhez számos legenda fűződik.
A város szívében található Kába szentély az iszlám világ központja, ahová Mohamed próféta élete alkonyán tett zarándoklata óta folyamatosan – napjainkban évente több milliónyian – érkeznek a hívők a világ minden részéből, hogy dicsőítsék Allah nagyságát, kifejezzék a muszlimok egységét és az iszlám vallás egyetemességét.

## Népesség
Népességének változása (elővárosok nélkül):

| 2022 | 2 427 924 |

## Éghajlat
| Hónap                                                                       | Jan. | Feb. | Már. | Ápr. | Máj. | Jún. | Júl. | Aug. | Szep. | Okt. | Nov. | Dec. | Év   |
| --------------------------------------------------------------------------- | ---- | ---- | ---- | ---- | ---- | ---- | ---- | ---- | ----- | ---- | ---- | ---- | ---- |
| Rekord max. hőmérséklet (°C)                                                | 37,4 | 38,3 | 42,4 | 44,7 | 49,4 | 49,6 | 49,8 | 49,7 | 49,4  | 47,0 | 41,2 | 38,4 | 49,8 |
| Átlagos max. hőmérséklet (°C)                                               | 30,5 | 31,7 | 34,9 | 38,7 | 42,0 | 43,8 | 43,0 | 42,8 | 42,8  | 40,1 | 35,2 | 32,0 | 38,2 |
| Átlagos min. hőmérséklet (°C)                                               | 18,8 | 19,1 | 21,1 | 24,5 | 27,6 | 28,6 | 29,1 | 29,5 | 28,9  | 25,9 | 23,0 | 20,3 | 24,7 |
| Rekord min. hőmérséklet (°C)                                                | 11,0 | 10,0 | 13,0 | 15,6 | 20,3 | 22,0 | 23,4 | 23,4 | 22,0  | 18,0 | 16,4 | 12,4 | 10,0 |
| Átl. csapadékmennyiség (mm)                                                 | 21   | 3    | 6    | 10   | 1    | 0    | 1    | 5    | 5     | 15   | 23   | 22   | 112  |
| Havi napsütéses órák száma                                                  | 260  | 246  | 282  | 282  | 304  | 321  | 313  | 298  | 282   | 301  | 264  | 248  | 3401 |
| Forrás: Jeddah Regional Climate Center , Deutscher Wetterdienst (1986–2000) |      |      |      |      |      |      |      |      |       |      |      |      |      |

## Közlekedése

### Vasút
A szaúdi király 2018 szeptemberében adta át az új gyorsvasutat (Haramain HSR), amely az iszlám Szaúd-Arábiában található két szent városát, Mekkát és Medinát köti össze a Vörös-tenger partján fekvő kikötővároson, Dzsiddán keresztül.
A városban egy metróvonal van. További három vonal építését tervezik.

### Közút
Korszerű országutak kötik össze más városokkal.

### Egyéb
Rengeteg zarándok érkezik a dzsiddai Abdul-Aziz király nemzetközi repülőtérre vagy a Dzsiddai Iszlám Kikötőbe. Mindkettő a Vörös-tenger partján lévő Dzsiddában van – a repülőtér a város északi részén –, Mekkától kb. 70 km-re nyugatra.

## Története
A történészek szerint Mekka városa a történelem során fontos kereskedőváros volt, és már jóval Mohamed próféta tevékenysége előtt alapították. Tény, hogy a város fontos, az ókorban is használatos kereskedelmi utak találkozási pontján fekszik. Már az iszlám megjelenése előtt is zarándokhely volt a Kaaba szentély, melyet állítólag Ábrahám alapított. A várost számos ókori földrajzi és történeti műben is említik, például Ptolemaiosznál. Eredeti neve a Koránban is említett Bakkah (= szoros, keskeny) volt, amely földrajzi elhelyezkedésére utal, a település ugyanis egy keskeny völgyben fekszik.
Mohamed próféta idejében a városban a legtekintélyesebb a Koreis (al-Qurašī) törzs volt, ehhez tartozott maga a próféta is. E törzsnek utódai máig is élnek a városban. Köztük a Hasszán család ősidők óta a legtekintélyesebb; tagjaiból kerülnek ki a serifek. A khalifátus megdőlése idejében, a 10. században sikerült a szent városok fölötti uralmat magukhoz ragadniuk. A 13. század óta Katada fiai gyakorolják a serif-hegemóniát. Közülük kerül ki a nagyserif. A 14. században Mekka az oszmán szultánok hatalmába jutott, akik magukhoz ragadták a nagyserif kinevezésének jogát is. És bár hivatalosan Hidzsáz török helytartója Mekkában is a kormányzó, a serif gyakorolja a lakosságtól támogatva a valódi hatalmat. 1803-ban a vahhábiták Mekkát is elfoglalták, és kirabolták. De Mehemmed Ali egyiptomi pasa Arábia ellen vezetett expedíciója (1811–1813) uralmuknak csakhamar véget vetett. Ámbár Mehemmed Ali a szultán nevében foglalta el Hidzsázt, ennek kormányát mégis önállósítani törekedett, és megkísérelte a serifek hatalmát is megtörni, de hiába. 1840-ben Hidzsáz újra a Porta közvetlen hatalmába került.
1932-ben Abdul Aziz bin Abdul-Rahmán al-Szaúd elfoglalta az Arab-félsziget azon területét, ahol Mekka és Medina található, és megalapította a Szaúdi Királyságot, amelynek első uralkodója lett. 1955-ben kibővítették és felújították a mecsetet. 1979 novemberében fegyveres iszlamista felkelők foglalták el a nagymecsetet, Dzsuhajmán al-Utajbi vezetésével. A szaúdi hadsereg francia terrorellenes egységek támogatásával, súlyos áldozatok árán tudta csak leverni a felkelést. 1985-ben Fahd ibn Abdul-Aziz király, „a két nagymecset őre” is újabb bővítéseket tett, amely 1992-ben fejeződtek be.

## Nem-muszlimok

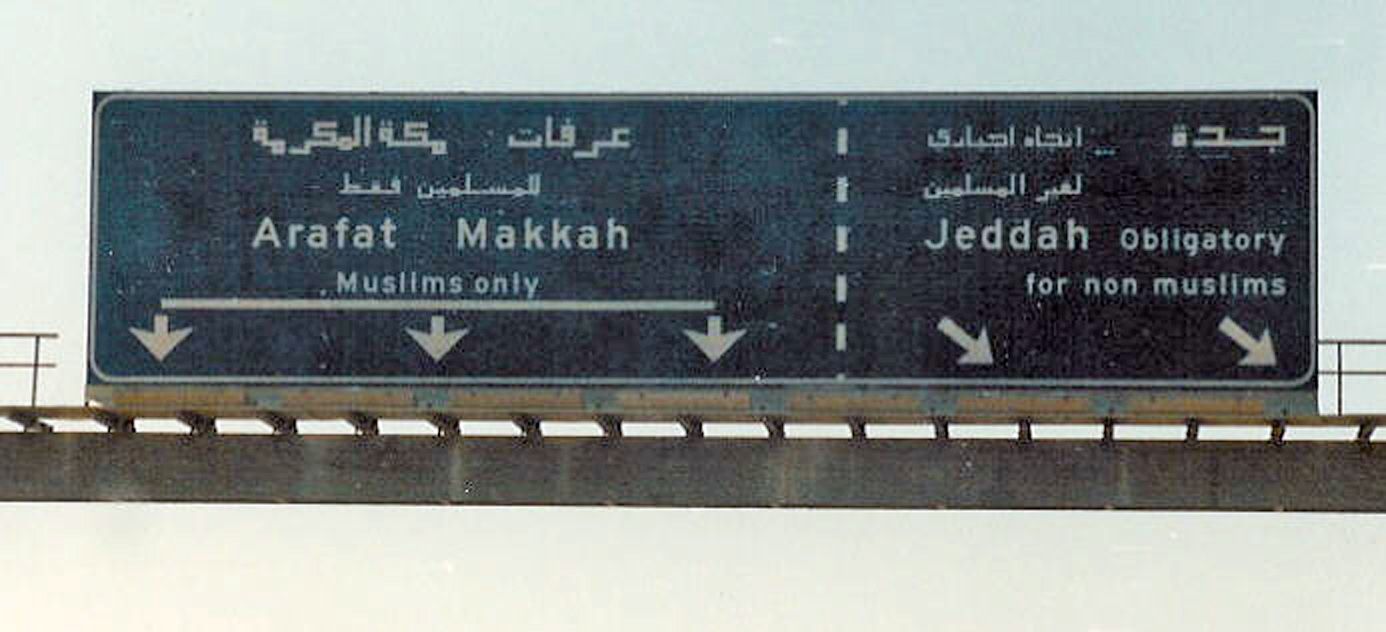
Mekka tiltott város a nem-muszlim vallásúaknak

A városba csak muszlim hívők léphetnek be, erre közlekedési táblák is figyelmeztetnek. Az utazók dokumentumait a hatóságok szúrópróbaszerűen ellenőrzik, egyrészt a hitetlenek, másrészt az illegális bevándorlók kiszűrése céljából.

## A város nevének írásmódja
Szaúd-Arábia kormánya az 1980-as évektől kezdve propagálja a város nevének új írásmódját, amely
Makkah al-Mukarramah, vagy röviden: Makkah, mert ennek jelentése (Mekka, az áldott) közelebb van az arab nyelvű eredeti jelentéséhez.

## Galéria

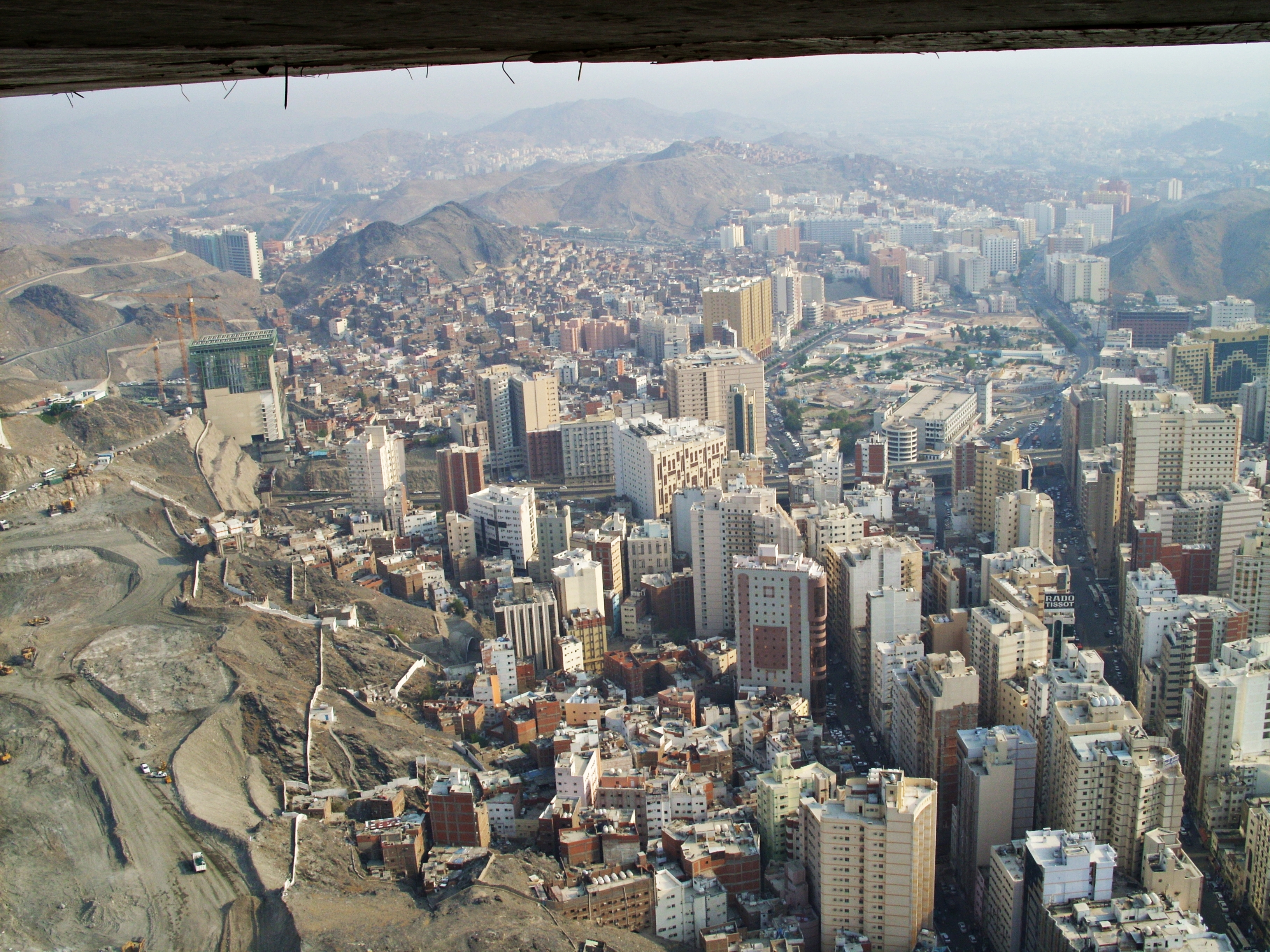
A város egy része az Abrádzs al-Bajt épületéből nézve, az Abrádzs al-Bajt
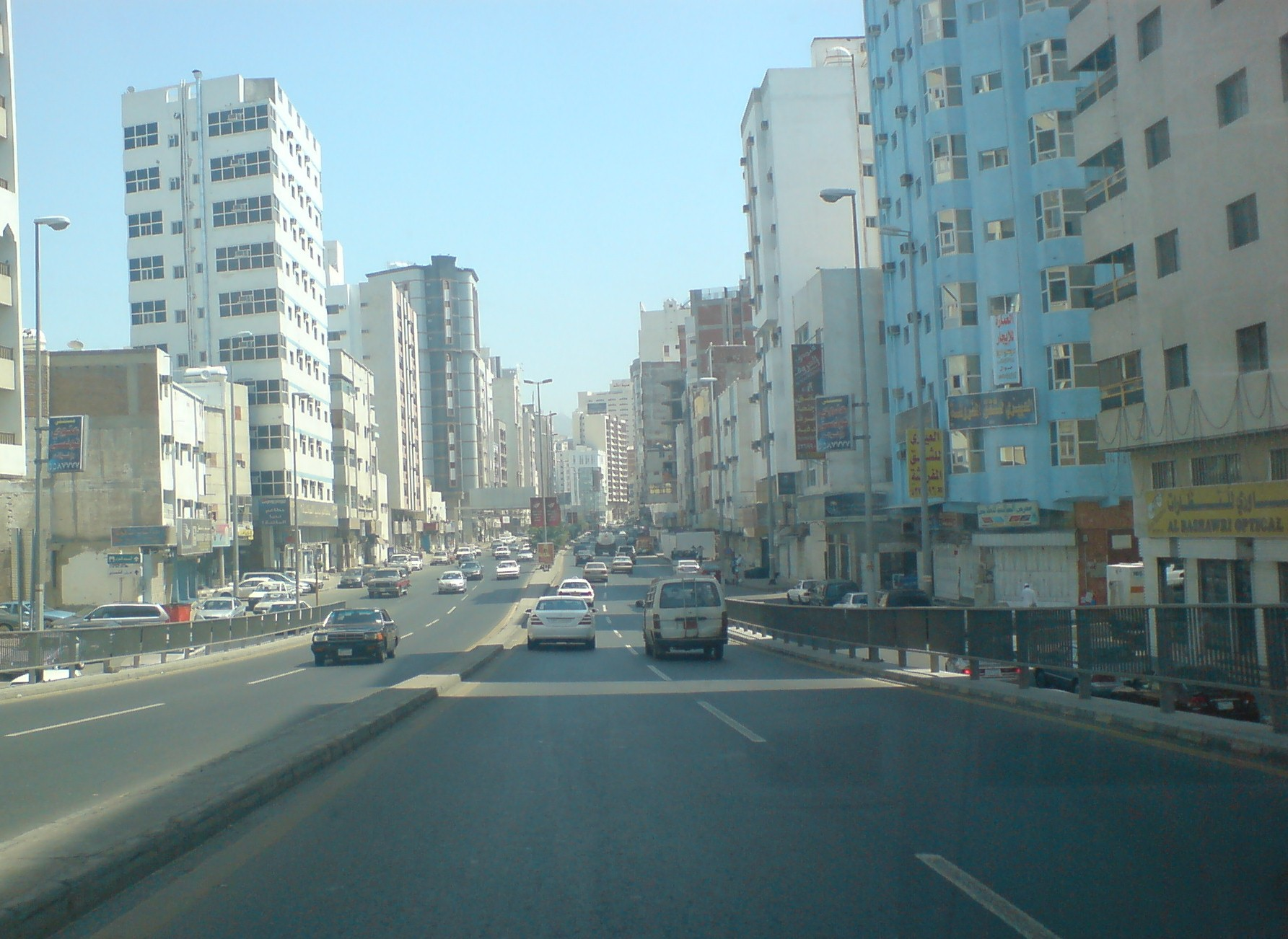
Városkép
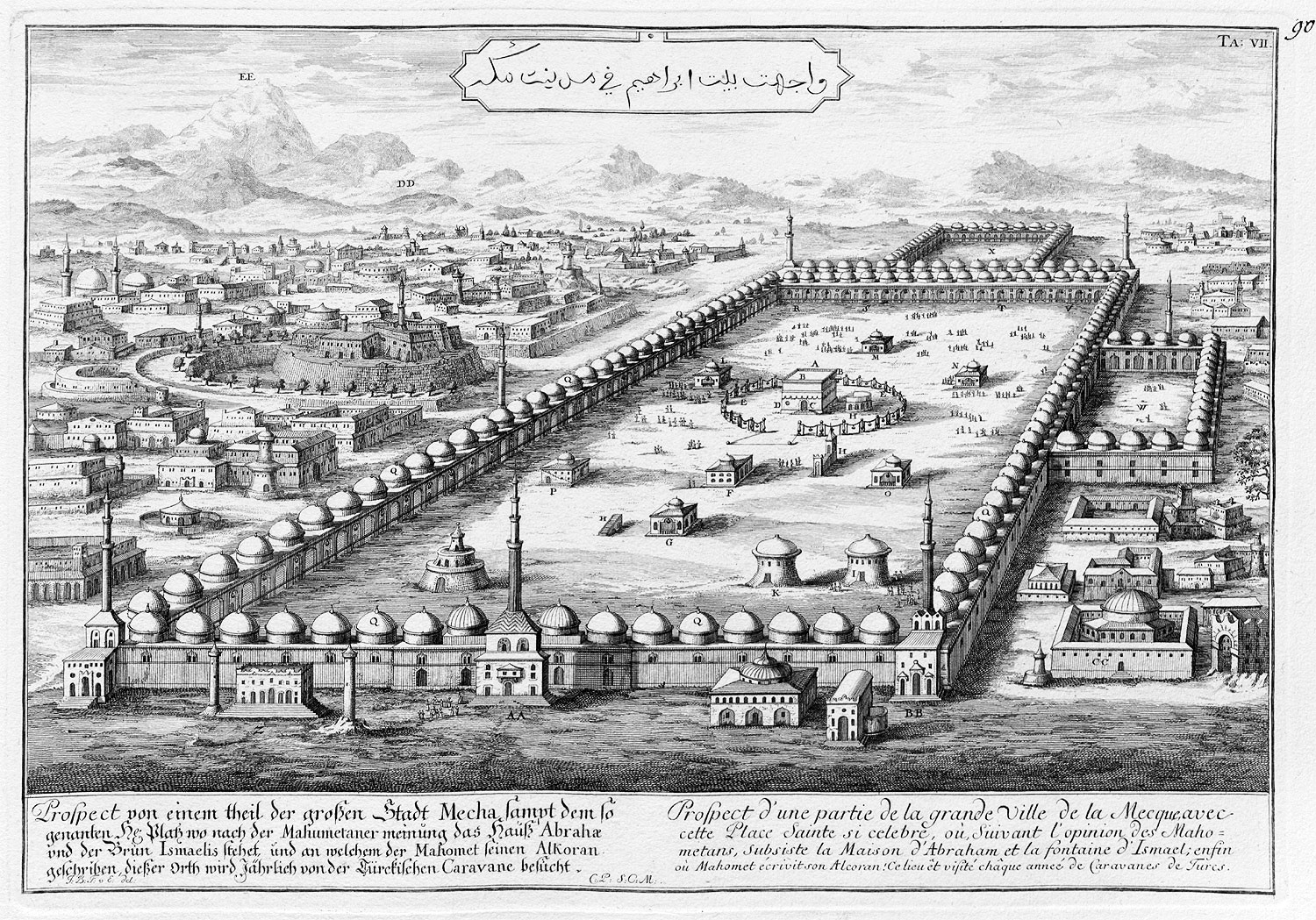
A mekkai Kába szentély a 18. században
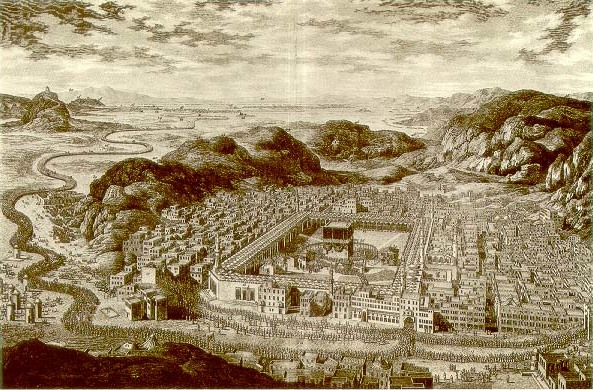
A Kába szentély a 19. században
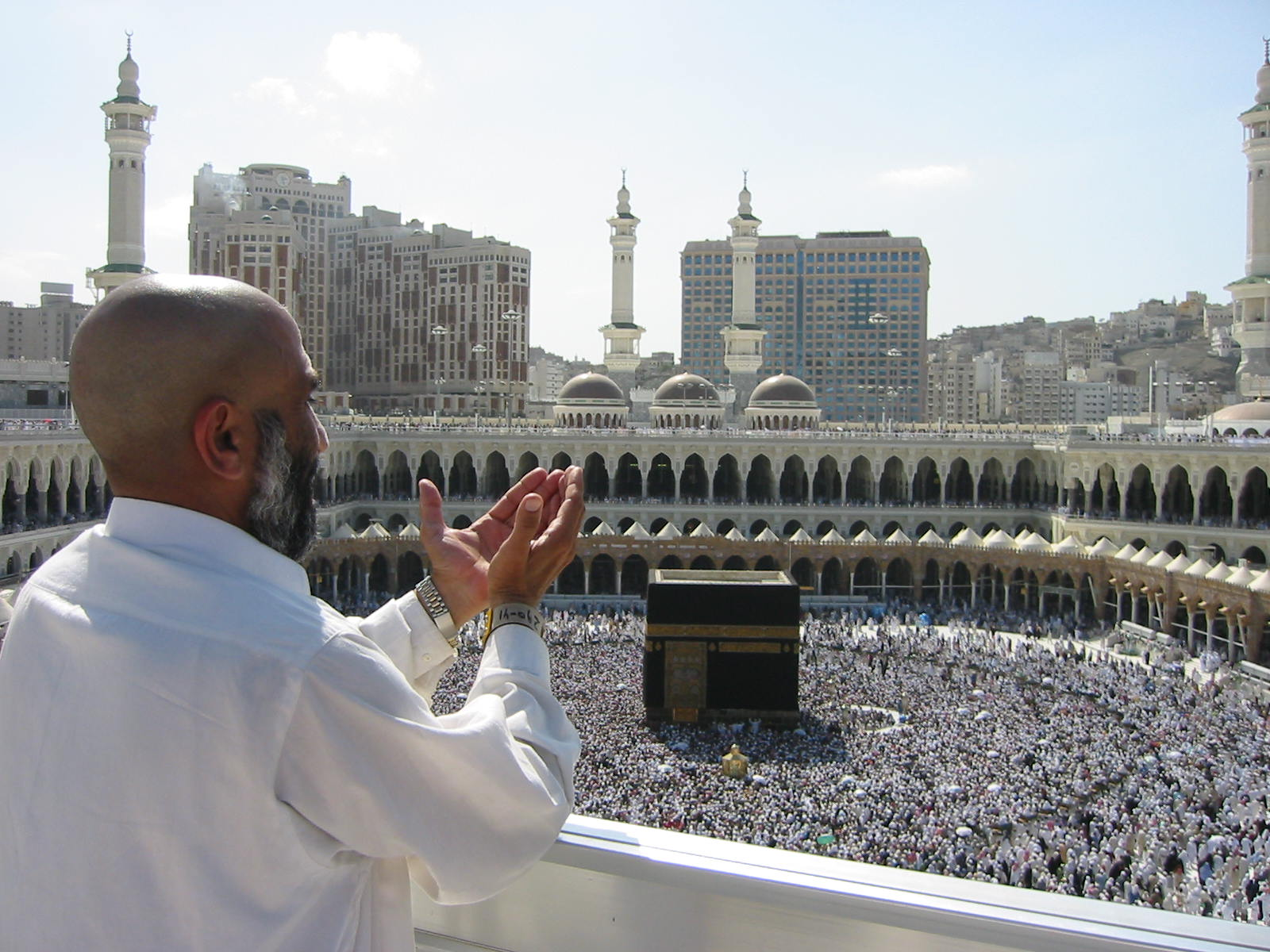
Imádkozó muszlim férfi egy mekkai zarándokút során

## Szólásban
A magyar nyelvben is közkeletű a valamely helynek, eseménynek a Mekkája, ami annak kiemelkedő fontosságát, központi szerepét hangsúlyozza.

## Fordítás
- Ez a szócikk részben vagy egészben  a   Mecca című angol Wikipédia-szócikk ezen változatának fordításán alapul.  Az eredeti cikk szerkesztőit annak laptörténete sorolja fel. Ez a jelzés csupán a megfogalmazás eredetét és a szerzői jogokat jelzi, nem szolgál a cikkben szereplő információk forrásmegjelöléseként.